# Linux (lessive)
Linux est une marque de lessive produite par la société suisse Rösch.